# Pezicula

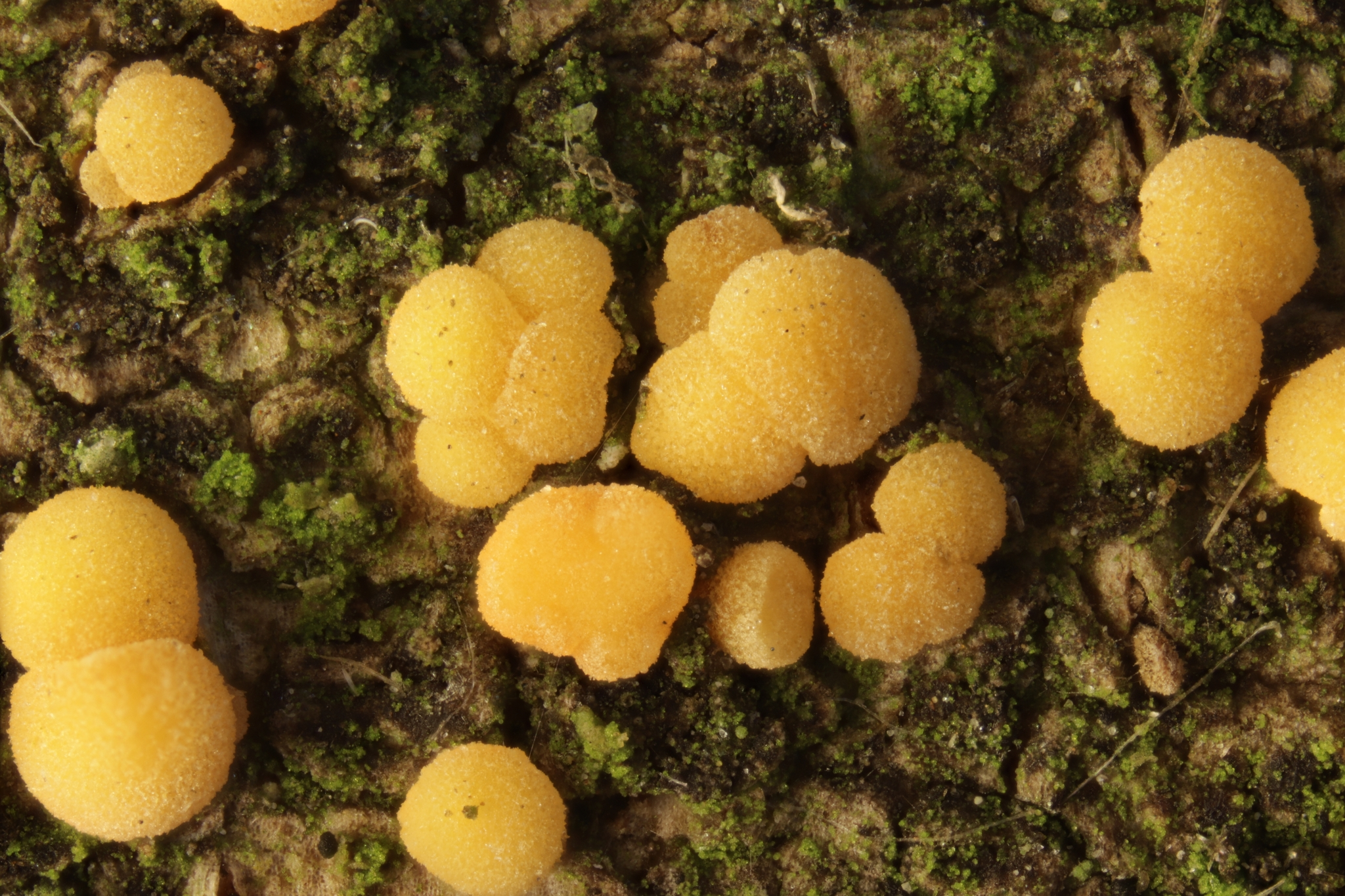
Pezicula acericola

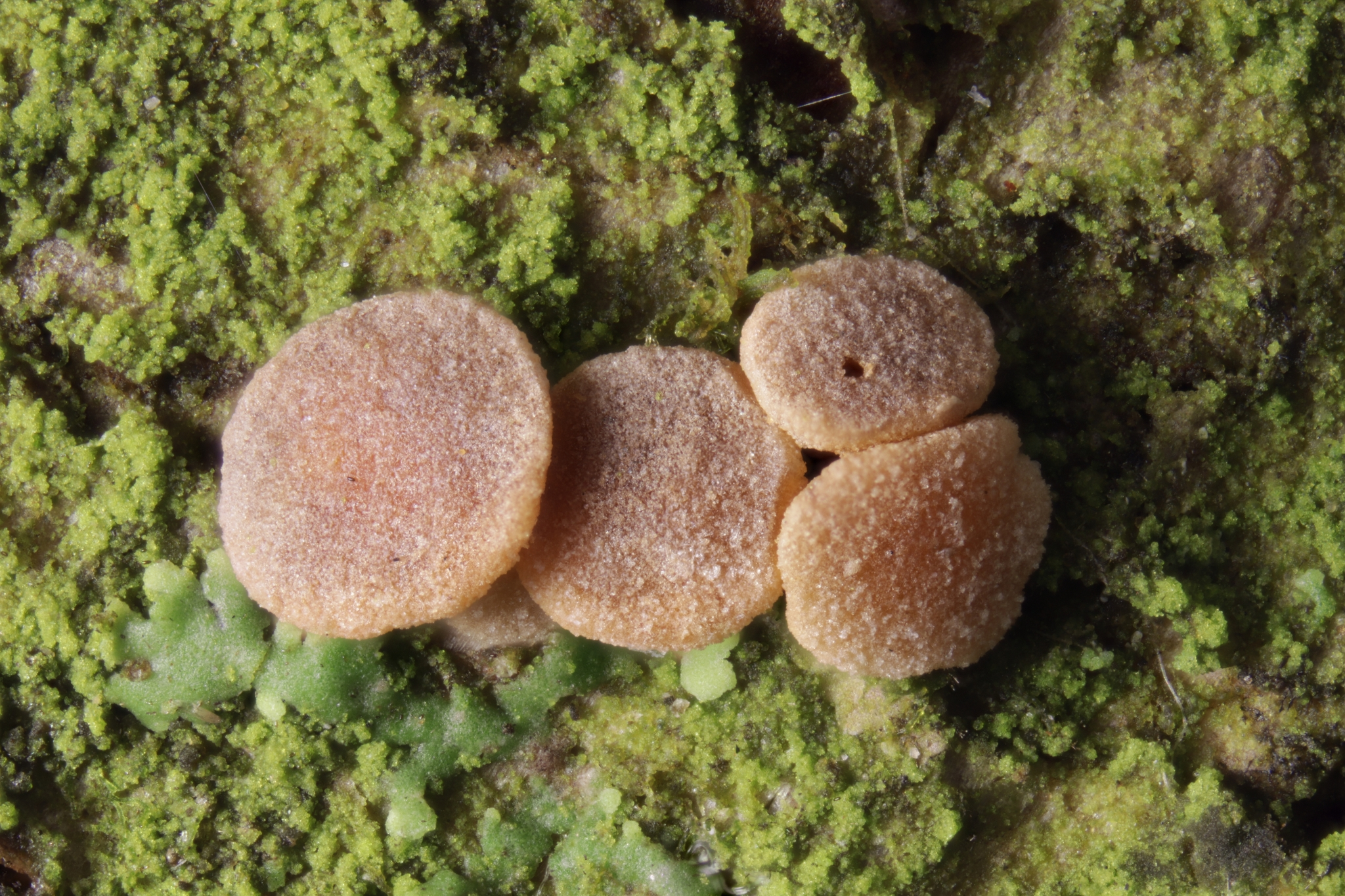
Pezicula cinnamomea

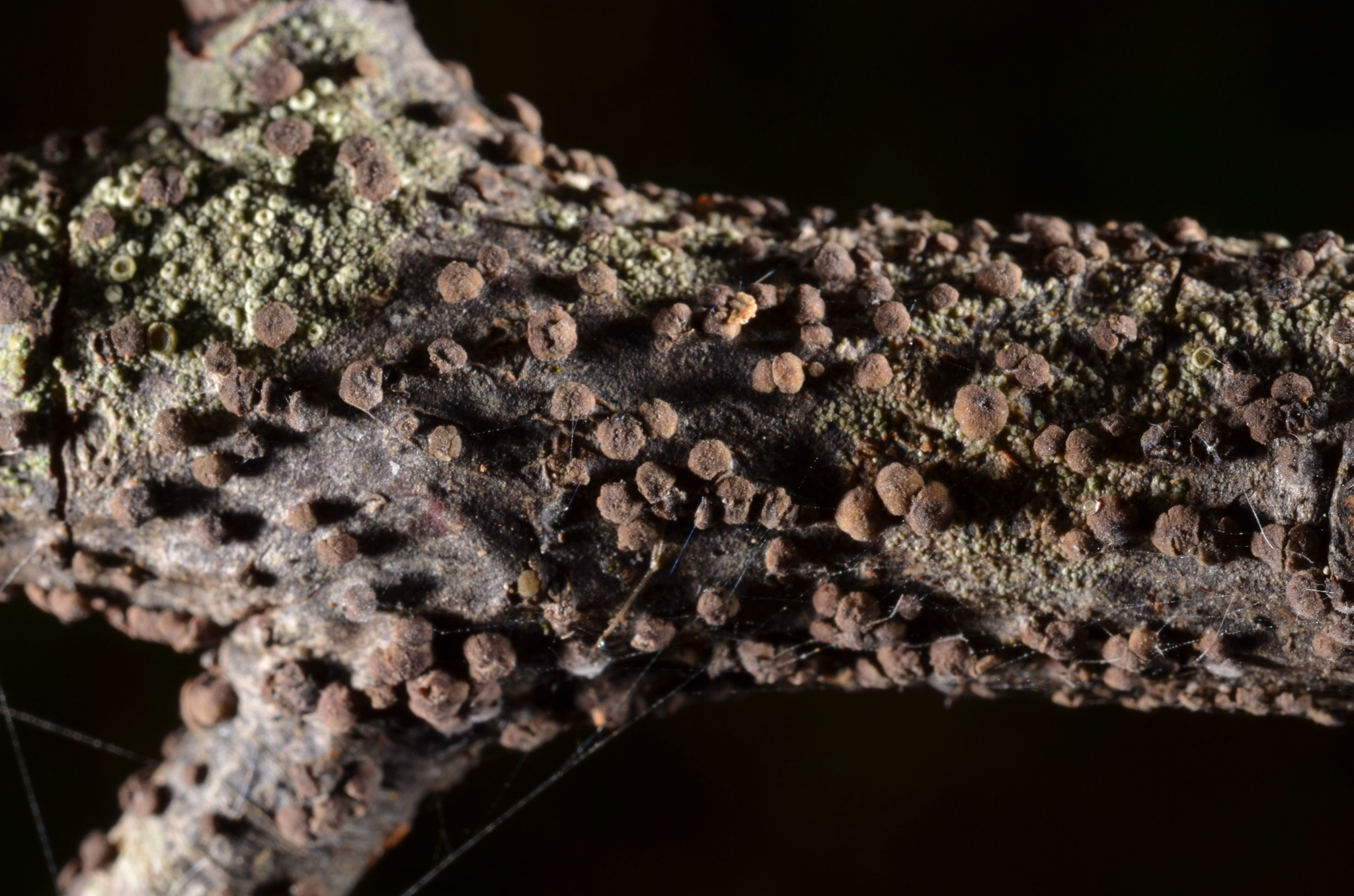
Pezicula frangulae

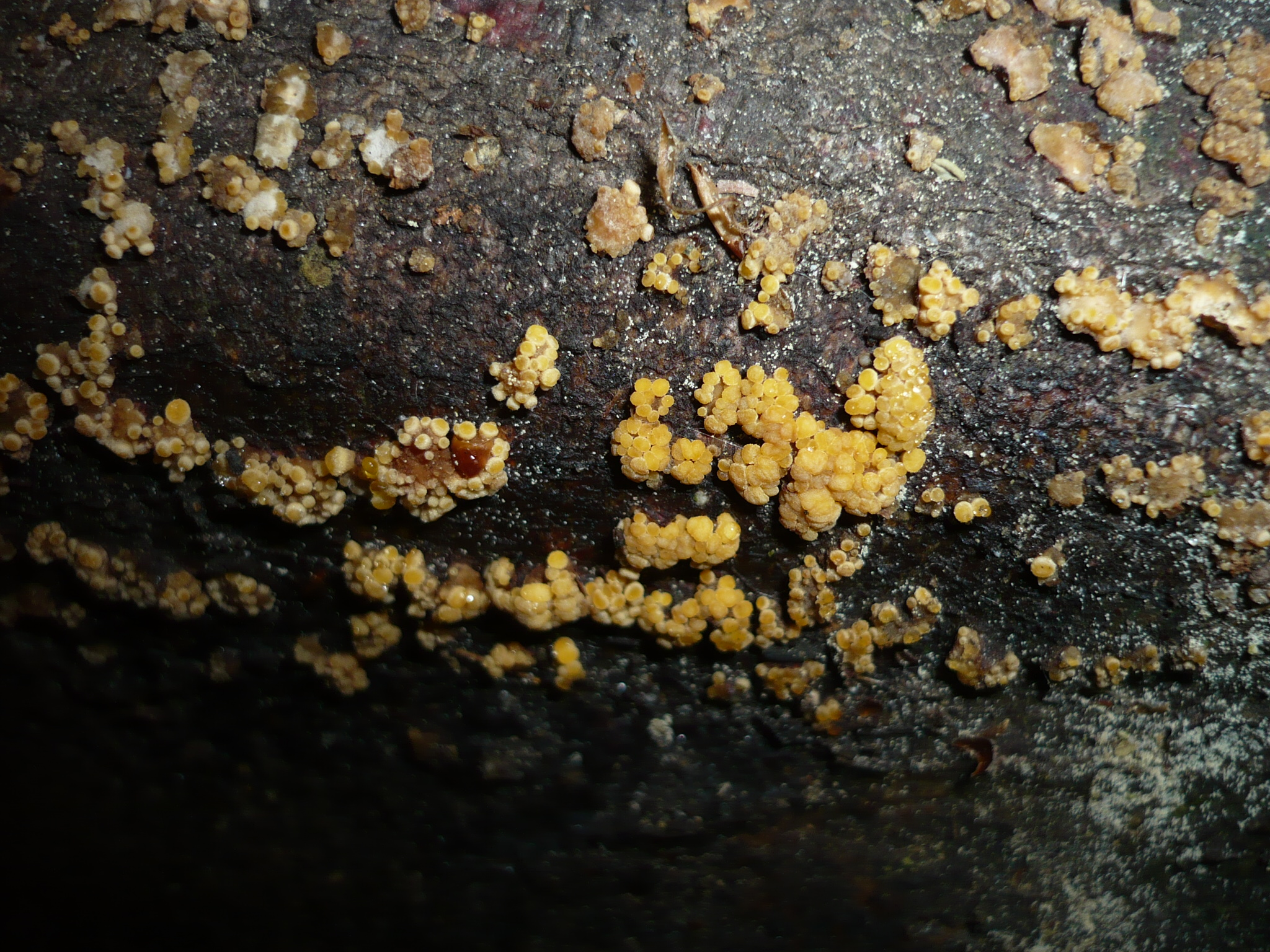
Pezicula carpinea

Pezicula Tul. & C. Tul. – rodzaj workowców z klasy patyczniaków (Leotiomycetes).

## Charakterystyka
Grzyby nadrzewne, endofity, fitopatogeny lub grzyby saprotroficzne. Stadia płciowe (teleomorfa) jasne, mięsiste, oprószone lub ziarenkowate, z apotecjami siedzącymi lub krótkotrzonowymi. Stadia bezpłciowe anamorfy początkowo umieszczono w Cryptosporiopsis Bubák & Kabát (obecnie jest to synonim rodzaju Pezicula). Niektóre gatunki Pezicula mają zdolność antagonizowania patogenów roślinnych, wytwarzania związków o działaniu przeciwdrobnoustrojowym, promowania wzrostu roślin i zwiększania odporności roślin na stres środowiskowy.W większości przypadków cechy morfologiczne są wystarczające do rozróżnienia gatunków Pezicula, zwłaszcza tych, które mają stadia płciowe i bezpłciowe.
Apotecja wyrastające z kory, pojedynczo lub w skupiskach (2–40) na podkładkach, siedzące lub na krótkich trzonkach, często wyrastające ze starych owocników. Miseczka dobrze odgraniczona, okrągła, eliptyczna lub nieregularna i zdeformowana w wyniku stłoczenia, początkowo wklęsła, potem płaska, następnie wypukła, biało oprószona, w stanie świeżym bladobiała, żółta, pomarańczowa, oliwkowa lub pomarańczowo-brązowa do ciemnobrązowej po wyschnięciu ciemniejsza, o średnicy 0,2–3,0 mm. Wklęsła powierzchnia nieco ciemniejsza lub jaśniejsza od wypukłej, oprószona lub ziarenkowata; brzeg początkowo cały, często lekko wzniesiony, potem lub nieregularnie rozdarty i ukryty pod elementami hymenium na obrzeżu wypukłych miseczek.
Podkładka rozwija się pomiędzy dolnymi warstwami komórkowymi kory, czasami na gołym drewnie lub liściach, zanurzona lub słabo wystająca z powierzchni kory, złożona z komórek izodiametrycznych, nieregularnych, pryzmatycznych lub strzępkowych, o ściankach pogrubionych do 1,5(–3) µm, u niektórych gatunków z ziarnistymi osadami międzykomórkowymi, powierzchnia naga lub oprószona konidiami lub kryształkami, bladobiała do prawie czarnej.
Worki cylindryczno-maczugowate do maczugowatych, z zaokrąglonymi, ściętymi lub stożkowymi wierzchołkami, dołem z trzonkiem o zmiennej długości, wyrastające z pastorałek, z 8 lub 4 askosporami, rzadko z inną liczbą; aparat apikalny z dobrze rozwiniętym zgrubieniem wierzchołkowym, nieciągłym, warstwowym pierścieniem i szerokim pierścieniowym występem, w odczynniku Melzera amyloidalne lub nieamyloidalne. Askospory nierównoboczne, jajowate, elipsoidalne lub wrzecionowate (Q = 2,0–5,1), końce zaokrąglone lub nieco spiczaste, proste lub zakrzywione, cienkościenne, gładkie, wypełnione licznymi zielonkawymi kropelkami oleju o średnicy 0,5–3,0 µm, początkowo szkliste i bez przegród, u większości gatunków w stanie dojrzałym z 1–3(–7)-przegrodami, u niektórych gatunków ostatecznie murkowate. U niektórych gatunków askospory (w niesprzyjających warunkach wzrostu wegetatywnego) tworzą konidia bezpośrednio z drobnych otworów w ścianie askospory lub kiełkują, tworząc takie konidia z fialid, które są oddzielne lub zintegrowane w krótkie, proste lub rozgałęzione, szkliste, gładkie konidiofory. Konidia maczugowate do cylindrycznych, zaokrąglone na wierzchołku, z niewielką blizną u podstawy, bez przegród, szkliste, cienkościenne i gładkie. Parafizy nitkowate, z przegrodami, tępe, proste lub rozgałęzione, czasem zespalające się w części bliższej, o szerokości 1,5–4,0 µm, szkliste, o gładkich ściankach. Ich komórki wierzchołkowe są często regularnie lub nieregularnie napęczniałe do 4–10 µm, ze szklistymi do brązowych ściankami, gładkimi lub delikatnie chropowatymi, zawartością ziarnistą lub z dużymi kropelkami oleju i wakuolami.

## Systematyka i nazewnictwo
Pozycja w klasyfikacji według Index FungorumDermateaceae, Helotiales, Leotiomycetidae, Leotiomycetes, Pezizomycotina, Ascomycota, Fungi.
Synonimy
- Cenangium sect. Phaeangium Sacc. 1889
- Cryptosporiopsis Bubák & Kabát 1912
- Dermatella P. Karst., 1871
- Dermatella subgen. Dermatina Sacc. 1889
- Dermatina (Sacc.) Höhn. 1909
- Discosporiella Petr. 1923
- Encoelia subgen. Ocellaria (Tul. & C. Tul.) Kirschst. 1935
- Lagynodella Petr. 1922
- Ocellaria (Tul. & C. Tul.) P. Karst. 1871
- Pachydiscula Höhn. 1915
- Phaeangium (Sacc.) Sacc. & P. Syd. 1902
- Scleropezicula Verkley 1999
- Sphaerangium Seaver 1951
- Stictis ** Ocellaria Tul. & C. Tul. 1865
- Tuberculariella Höhn. 1915
- Tuberculis Clem. & Shear 1931[4].

Gatunki występujące w Polsce
- Pezicula acericola (Peck) Peck ex Sacc. & Berl. 1885[5]
- Pezicula alni (Fuckel) Rehm 1912
- Pezicula carpinea (Pers.) Tul. ex Fuckel 1870
- Pezicula cinnamomea (DC.) Sacc. 1889
- Pezicula coryli (Tul.) Tul. & C. Tul. 1865
- Pezicula corylina J.W. Groves 1938[5]
- Pezicula eucrita (P. Karst.) P. Karst. 1871
- Pezicula frangulae (Fr.) Fuckel 1870
- Pezicula livida (Berk. & Broome) Rehm 1878
- Pezicula myrtillina (P. Karst.) P. Karst. 1871
- Pezicula ocellata (Pers.) Seaver 1951
- Pezicula rubi (Lib.) Niessl 1876

Nazwy naukowe na podstawie Index Fungorum, wykaz gatunków według M.A. Chmiel i innych.